# کوه مربوک
کوه مربوک (به لاتین: Mount Merbuk) یک کوه در اندونزی است که در Buleleng واقع شده‌است. کوه مربوک ۱٬۳۸۶ متر بالاتر از سطح دریا واقع شده‌است.